# 이양우 (1346년)
이양우(李良祐, 1346년 ~ 1417년)는 고려(高麗) 말기의 선비이며 조선(朝鮮) 시대 초기의 왕족 종실(王族 宗室), 문신(文臣), 무신(武臣)이자 정사공신(定社功臣)이다. 호(號)는 산엽(山葉), 시호(諡號)는 안소(安昭)이다.
1392년 영안후(寧安侯)에 책봉되고 1393년 영안군(寧安君)에 개봉되었으며, 1394년 완원부원군(完原府院君)에 진책되었다.

## 생애
본관은 전주(全州)이고 시호(諡號)는 안소(安昭)이다. 완풍대군(完豊大君)으로 추증된, 이원계(李元桂)의 아들이고 이천우(李天祐)와 이조(李朝)와 이백온(李伯溫)의 형이며 조선 태조 이성계(朝鮮 太祖 李成桂)의 이복 조카이다.
1381년 음서로써 고려 하급 관료에 천거되어 정양부원군 왕우(定陽府院君 王瑀)의 보좌역 문관 직위를 지냈고 이후 1388년 고려 관료 직위에서 물러났으며 잠시 초야에 지내던 중 1392년 이복 숙부 태조 이성계의 조선 창건과 함께 조선 왕족 종실로써 등림되어 1392년 영안군에 책봉되었다가 다시 영안후(寧安侯)에 책봉되었고, 1393년 영안군(寧安君)에 개봉되었으며, 1394년 완원부원군(完原府院君)에 진책되었고 1398년 정사공신 등림을 하였다.

## 이양우가 등장하는 작품
- 《정도전》 KBS, 2014년~2014년, 배우:최운교
- 《나의 나라》 11화 JTBC, 2019년